# 愛知県道310号花蔵寺花ノ木線
愛知県道310号花蔵寺花ノ木線（あいちけんどう310ごう けぞうじはなのきせん）は、愛知県西尾市を通る一般県道である。

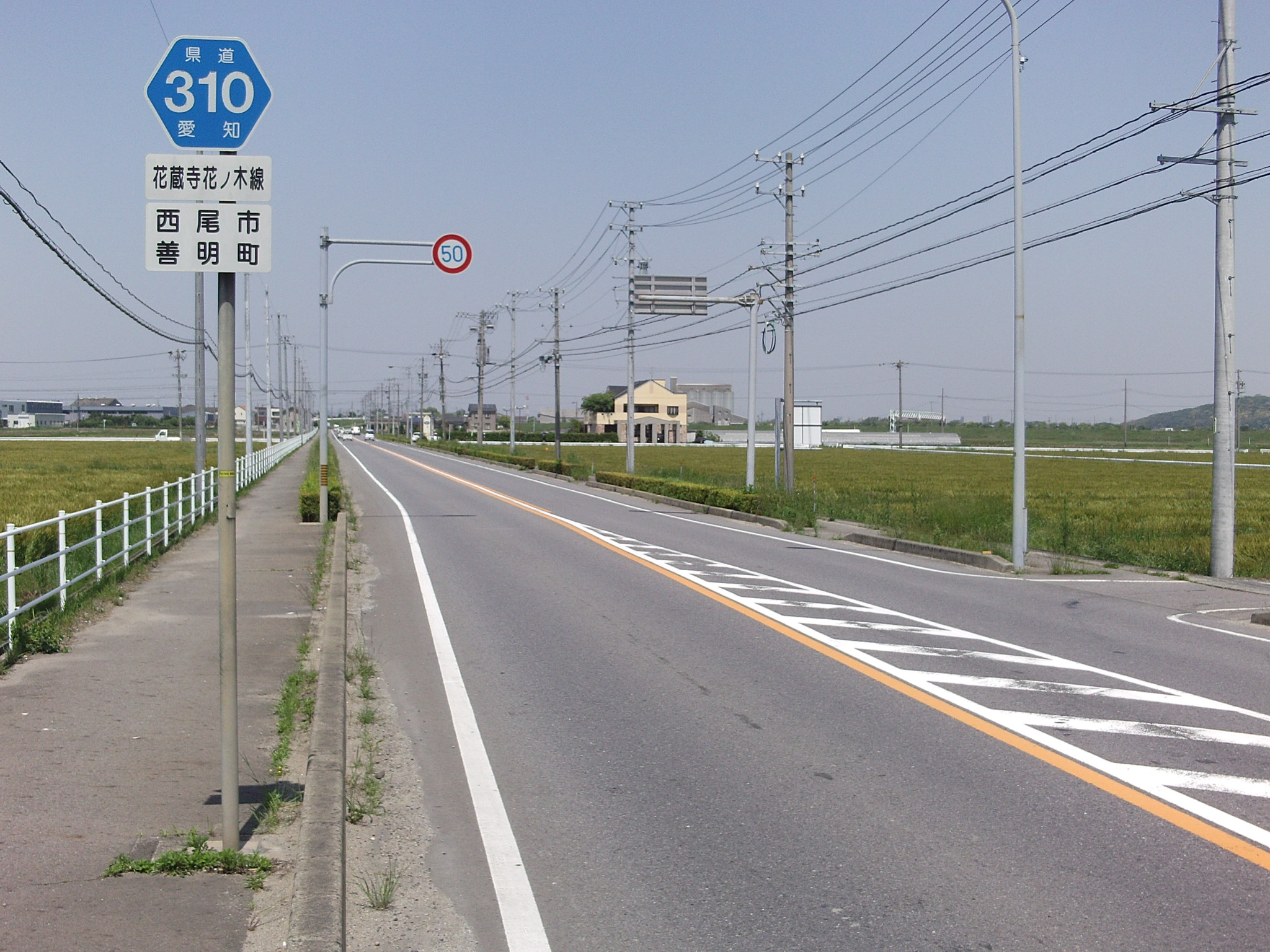
起点側。善明辻から西側に延びる。

## 概要

### 路線データ
- 起点：愛知県西尾市宝町（愛知県道42号西尾吉良線交点）
- 終点：愛知県西尾市花ノ木町（愛知県道12号豊田一色線交点）

## 沿革
- 1959年12月15日：認定
  - 旧路線名称は花蔵寺本町線

## 通過する自治体
- 愛知県
  - 西尾市

## 接続する道路
- 愛知県道42号西尾吉良線（善明交差点）
- 愛知県道383号蒲郡碧南線（高河原交差点）
- 愛知県道319号西尾環状線（丁田交差点）
- 愛知県道12号豊田一色線・愛知県道43号岡崎碧南線（花ノ木3丁目交差点）

## 周辺
- デンソー善明製作所
- 西尾郵便局
- 西尾信用金庫本店
- 西尾市役所
- ピアゴ西尾店
- 名鉄西尾線西尾駅